# Рультытегин, Иван Иванович
Иван Иванович Рультытегин (1924 — 1962) — советский государственный и политический деятель, председатель Чукотского окружного исполнительного комитета.

## Биография
Родился в 1924 году. Член ВКП(б) с 1947 года.
С 1945 года — на общественной и политической работе. В 1945—1961 гг. — культмассовик, заведующий красной ярангой, инспектор Чукотского окружного отдела культурно-просветительской работы, инструктор Чукотского окружного комитета ВКП(б), секретарь Чукотского окружного комитета КПСС, председатель Исполнительного комитета Чукотского окружного Совета
Избирался депутатом Верховного Совета СССР 4-го и 5-го созывов.
Погиб в авиакатастрофе в 1962 году.

## Память
В честь Рультытегина была названа улица в Анадыре, где он долго работал.